# Élections législatives de 1978 en Vaucluse
Les élections législatives françaises de 1978 se déroulent les 12 et 19 mars 1978. Dans le département de Vaucluse, trois députés sont à élire dans le cadre de trois circonscriptions.

## Élus
| Circonscription | Député sortant    | Parti  | Parti  | Député élu ou réélu | Parti | Parti    |
| --------------- | ----------------- | ------ | ------ | ------------------- | ----- | -------- |
| 1re             | Vacant            | Vacant | Vacant | Dominique Taddei    |       | PS       |
| 2e              | Francis Leenhardt |        | PS     | Maurice Charretier  |       | UDF (PR) |
| 3e              | Jacques Bérard    |        | RPR    | Fernand Marin       |       | PCF      |

## Résultats

### Résultats à l'échelle du département
| Parti          | Parti                              | Premier tour | Premier tour | Second tour | Second tour | Sièges |
| Parti          | Parti                              | Voix         | %            | Voix        | %           | Sièges |
| -------------- | ---------------------------------- | ------------ | ------------ | ----------- | ----------- | ------ |
|                | Parti communiste français          | 53 695       | 24,98        | 68 075      | 30,85       | 1      |
|                | Parti socialiste                   | 46 984       | 21,86        | 43 419      | 19,67       | 1      |
|                | Mouvement des radicaux de gauche   | 2 127        | 0,99         |             |             | 0      |
|                | Union de la gauche                 | 102 806      | 47,83        | 111 494     | 50,52       | 2      |
|                |                                    |              |              |             |             |        |
|                | Rassemblement pour la République   | 55 680       | 25,91        | 73 135      | 33,14       | 0      |
|                | Union pour la démocratie française | 37 018       | 17,22        | 36 057      | 16,34       | 1      |
|                | Divers droite                      | 2 798        | 1,30         |             |             | 0      |
|                | Majorité présidentielle            | 95 496       | 44,43        | 109 192     | 49,48       | 1      |
|                |                                    |              |              |             |             |        |
|                | Écologie 78                        | 5 431        | 2,53         |             |             | 0      |
|                | Extrême gauche                     | 3 506        | 1,63         | 0           |             |        |
|                | Parti socialiste unifié            | 3 478        | 1,62         | 0           |             |        |
|                | Extrême droite                     | 3 422        | 1,59         | 0           |             |        |
|                | Mouvement des démocrates           | 796          | 0,37         | 0           |             |        |
|                |                                    |              |              |             |             |        |
| Inscrits       | Inscrits                           | 259 570      | 100,00       | 259 828     | 100,00      | 3      |
| Abstentions    | Abstentions                        | 39 579       | 15,25        | 32 373      | 12,46       |        |
| Votants        | Votants                            | 219 991      | 84,75        | 227 455     | 87,54       |        |
| Blancs et nuls | Blancs et nuls                     | 5 056        | 2,3          | 6 769       | 2,98        |        |
| Exprimés       | Exprimés                           | 214 935      | 97,7         | 220 686     | 97,02       |        |

### Résultats par circonscription

#### Première circonscription (Avignon)
| Candidat       | Candidat             | Parti          | Premier tour | Premier tour | Second tour | Second tour |  |
| Candidat       | Candidat             | Parti          | Voix         | %            | Voix        | %           |  |
| -------------- | -------------------- | -------------- | ------------ | ------------ | ----------- | ----------- |  |
|                | Jean-Pierre Roux     | RPR            | 20 273       | 24,92        | 40 766      | 48,42       |  |
|                | Dominique Taddei élu | PS             | 19 767       | 24,3         | 43 419      | 51,58       |  |
|                | Jacques Bertrand     | PCF            | 17 898       | 22           | Retrait     | Retrait     |  |
|                | René Dubois          | UDF (CDS)      | 14 976       | 18,41        | Retrait     | Retrait     |  |
|                | Claude Leroy         | PSU (FA)       | 2 585        | 3,18         |             |             |  |
|                | Égide Rossi          | Extrême droite | 1 602        | 1,97         |             |             |  |
|                | Charles Sarfati      | MRG            | 1 266        | 1,56         |             |             |  |
|                | Jacques Binder       | LO             | 898          | 1,1          |             |             |  |
|                | Michel Delarche      | MDD            | 796          | 0,98         |             |             |  |
|                | Guy Meunier          | LCR            | 739          | 0,91         |             |             |  |
|                | Louis Giraud         | FN             | 541          | 0,67         |             |             |  |
|                |                      |                |              |              |             |             |  |
| Inscrits       | Inscrits             | Inscrits       | 98 928       | 100,00       | 98 816      | 100,00      |  |
| Abstentions    | Abstentions          | Abstentions    | 15 725       | 15,9         | 12 631      | 12,78       |  |
| Votants        | Votants              | Votants        | 83 203       | 84,1         | 86 185      | 87,22       |  |
| Blancs et nuls | Blancs et nuls       | Blancs et nuls | 1 862        | 2,24         | 2 000       | 2,32        |  |
| Exprimés       | Exprimés             | Exprimés       | 81 341       | 97,76        | 84 185      | 97,68       |  |

#### Deuxième circonscription (Carpentras)
| Candidat       | Candidat               | Parti          | Premier tour | Premier tour | Second tour | Second tour |  |
| Candidat       | Candidat               | Parti          | Voix         | %            | Voix        | %           |  |
| -------------- | ---------------------- | -------------- | ------------ | ------------ | ----------- | ----------- |  |
|                | Maurice Charretier élu | UDF (PR)       | 17 380       | 25,2         | 36 057      | 51,5        |  |
|                | Francis Liotaud        | PCF            | 16 788       | 24,34        | 33 960      | 48,5        |  |
|                | Georges Santoni        | RPR            | 15 835       | 22,96        | Retrait     | Retrait     |  |
|                | Jacques Richard        | PS             | 14 053       | 20,37        | Retrait     | Retrait     |  |
|                | Charles Gilbert        | Écologie 78    | 2 535        | 3,68         |             |             |  |
|                | Henri Bouyol           | PSU (FA)       | 893          | 1,29         |             |             |  |
|                | Dominique Léger        | LO             | 875          | 1,27         |             |             |  |
|                | Michel Locquet         | FN             | 616          | 0,89         |             |             |  |
|                |                        |                |              |              |             |             |  |
| Inscrits       | Inscrits               | Inscrits       | 82 824       | 100,00       | 82 816      | 100,00      |  |
| Abstentions    | Abstentions            | Abstentions    | 12 199       | 14,73        | 10 353      | 12,5        |  |
| Votants        | Votants                | Votants        | 70 625       | 85,27        | 72 463      | 87,5        |  |
| Blancs et nuls | Blancs et nuls         | Blancs et nuls | 1 650        | 2,34         | 2 446       | 3,38        |  |
| Exprimés       | Exprimés               | Exprimés       | 68 975       | 97,66        | 70 017      | 96,62       |  |

#### Troisième circonscription (Orange)
| Candidat       | Candidat               | Parti          | Premier tour | Premier tour | Second tour | Second tour |  |
| Candidat       | Candidat               | Parti          | Voix         | %            | Voix        | %           |  |
| -------------- | ---------------------- | -------------- | ------------ | ------------ | ----------- | ----------- |  |
|                | Jacques Bérard sortant | RPR            | 19 572       | 30,29        | 32 369      | 48,69       |  |
|                | Fernand Marin élu      | PCF            | 19 009       | 29,42        | 34 115      | 51,31       |  |
|                | Jean Gatel             | PS             | 13 164       | 20,37        | Retrait     | Retrait     |  |
|                | Pierre Chapelot        | UDF (Rad)      | 4 662        | 7,21         |             |             |  |
|                | Jean-Louis Millet      | Écologie 78    | 2 896        | 4,48         |             |             |  |
|                | Hugues d'Alauzier      | CNIP           | 2 798        | 4,33         |             |             |  |
|                | Alain Seigle           | MRG            | 861          | 1,33         |             |             |  |
|                | Annie Souchon          | LO             | 773          | 1,2          |             |             |  |
|                | Paule Bompard          | FN             | 663          | 1,03         |             |             |  |
|                | Pierre Joly            | UOPDP          | 221          | 0,34         |             |             |  |
|                |                        |                |              |              |             |             |  |
| Inscrits       | Inscrits               | Inscrits       | 77 818       | 100,00       | 78 196      | 100,00      |  |
| Abstentions    | Abstentions            | Abstentions    | 11 655       | 14,98        | 9 389       | 12,01       |  |
| Votants        | Votants                | Votants        | 66 163       | 85,02        | 68 807      | 87,99       |  |
| Blancs et nuls | Blancs et nuls         | Blancs et nuls | 1 544        | 2,33         | 2 323       | 3,38        |  |
| Exprimés       | Exprimés               | Exprimés       | 64 619       | 97,67        | 66 484      | 96,62       |  |